# Paul Bröcker
Paul Heinrich Bröcker (* 2. Juli 1875 in Hamburg; † 13. Mai 1948 ebenda) war ein deutscher Journalist und Schriftsteller.

## Leben und Wirken
Paul Bröcker stammte gebürtig aus Hamburg. Welche Form der Schulausbildung er erhielt, ist nicht bekannt. Bröcker selbst gab an, das Gymnasium nicht abgeschlossen und autodidaktisch gelernt zu haben. Auch nicht final geklärt ist, ob er eine Ausbildung als Lehrer begann und später abbrach. Bröcker schrieb zunächst für das Hamburger Echo und wechselte in den 1890er Jahren als Redakteur zum Harburger Volksblatt. Als Gründe für den Wechsel nannte er selbst einen preisgekrönten Beitrag, der im Hamburger Echo erschienen war sowie eine Empfehlung Otto Stoltens. Aufgrund gesundheitlicher Probleme und arbeitsrechtlichen Konflikten endete das Arbeitsverhältnis 1901. Bröcker selbst hielt später sein Engagement für journalistisch objektives Arbeiten für ausschlaggebend.
Bröcker, der sich selbst als von „geburtswegen Sozialdemokrat“ bezeichnete und der SPD angehörte, verfasste 1903 einen Artikel für die Sozialistischen Monatshefte, in dem er das im Kunstwart beschriebene Kulturideal empfahl. Bröcker schrieb bis 1904 auch für ein Parteiblatt der SPD. Die Anstellung dort endete aus ähnlichen Gründen wie zuvor beim Harburger Volksblatt. Da er die von der Partei vertretenen Meinungen bezüglich Fragen zur Heeres-, Flotten- und Kolonialpolitik nicht länger teilen wollte, legte er die Mitgliedschaft in der SPD wenig später nieder.
Bröcker, der den „Dichterphilosoph“ Johannes Wedde als Vorbild nannte und wie dieser Gedichte verfasste und sich für Gustav Theodor Fechner, John Ruskin und Theodor Lipps interessierte, beschäftigte sich fortan mit aktuellen Themen der Baukultur. Seine Beiträge erschienen im Hamburgischen Correspondenten und dem Hamburger Fremdenblatt. Um 1906 lernte er Gustav Schiefler kennen, der zwei Jahre später das Vorwort zu Bröckers Werk Über Hamburgs neue Architektur. Zeitgemäße Betrachtungen eines Laien schrieb. Es handelte sich um eine seiner ersten eigenständigen Veröffentlichungen. Um 1909 kam Bröcker in Kontakt mit dem Architekten Fritz Höger. Beide schrieben gemeinsam 1910 Die Architektur des Hamburger Geschäftshauses. Wenngleich Bröcker der Meinung war, dass er Höger maßgeblich zu dessen Kontorhaus-Architektur inspiriert und er selbst daher an Högers Honoraren beteiligt werden könnte, verband beide eine lebenslange Freundschaft. Bröcker selbst setzte sich dafür ein, eine Backsteinbauweise mit zeitgemäßen Eisenkonstruktionen zu verbinden. Darin sah er eine zeitgemäße und nützliche Weiterentwicklung der Fachwerkarchitektur „niedersächsischer Stammesart“.
1910 schrieb Bröcker „Mein Heimatbuch“, das als sein bedeutendstes Werk angesehen werden kann. Außerdem rief der Journalist die Monatszeitschrift „Der Hamburger“ ins Leben, für die er den Großteil der Beiträge selbst schrieb. Neben Gastbeiträgen, unter anderem von Alfred Lichtwark, Oskar Schwindrazheim und Werner Jakstein, behandelte Bröcker in eigenen Artikel, mitunter langatmig, ein breites Themenfeld. Er schrieb unter anderem zu einem neuen Baupflegegesetz, zur Marokkokrise, zu Gestaltung der Vorschule, zum Frauenwahlrecht und zu bäuerlicher Keramik. Bröcker untermauerte seine Thesen mit Statistiken und Zitaten. Aufgrund seiner „nationalen Auffassung“ kritisierte er in chauvinistischem Stil die Sozialdemokratie, beschrieb aber auch sensibel alltägliche Probleme. Die Zeitschrift erschien bis 1913. Bröcker selbst führte die mangelnde Nachfrage auf seine zunehmend „naiv-philosophischen“ Beiträge zurück.
1911 gehörte Bröcker zu den Mitinitiatoren des „Vereins Heimatschutz in Hamburg“ und übernahm nach Vereinsgründung den Posten des stellvertretenden Vorsitzenden. Während des Ersten Weltkriegs ging er nach Berlin, wo er für die Kriegsrohstoffabteilung des Kriegsministeriums arbeitete. Später erhielt er eine Stelle beim Deutschnationalen Handlungsgehilfen-Verband (DHV), für den er 1919 zur Geschichte der Arbeiterbewegungen und Gewerkschaften schrieb. In seinen Beiträgen rief er dazu auf, den „Wertgutgedanken“ zu verfolgen, mit dem es gelingen sollte, dass menschliche Arbeit durch den Kauf hochwertiger Güter nicht länger als Ware gehandelt wurde und die Unterschiede zwischen Arbeitnehmern und Arbeitgebern in einer „Volksgemeinschaft“ beseitigten wurden. 1931 beschäftigte sich Bröcker in einer Festschrift des Verbandes erneut mit Architektur. Anlass hierfür war die Eröffnung des DHV-Verwaltungsgebäudes (heute Brahms Kontor) am Hamburger Holstenwall.
Bröcker, der zeitlebens unter Geldmangel und einem starken Magenleiden litt, gehörte während dieser Zeit der Volkspolitischen Vereinigung an. 1933 stellte er einen erfolglosen Antrag zur Aufnahme in die NSDAP. Als Grund für seine Ablehnung nannte Bröcker in seinem Fragebogen zur Entnazifizierung, dass er Freimaurer sei. Bis 1937 schrieb er als Journalist und behandelte dabei in zumeist unpolitischen Beiträgen die Wortkunde der plattdeutschen Sprache. Bis zum Ruhestand 1944 arbeitete er für die Hansestadt Hamburg. Dabei handelte es sich laut Bröcker um nicht weiter erläuterte „Schreibtischtätigkeit“.
Paul Bröcker starb im Mai 1948. Von seiner privaten Korrespondenz sind nur wenige Briefe bekannt, in denen er zumeist um Geld bat. Der Zeichner und Architekt Ferdinand Sckopp, der einige von Bröckers späten Werke illustrierte, bezeichnete seinen Jugendfreund als geistig hochbegabt und wissenhungrig. Er habe lebenslang darunter gelitten, erfolglos geblieben zu sein. Der Architekt Fritz Höger hob in seinem Entwurf einer nicht gehaltenen Trauerrede Bröckers Bedeutung für den Heimatschutz hervor. Dies erinnerte an Äußerungen der Presse zu Bröckers 60. Geburtstag, in denen der Journalisten als „Vorkämpfer des Heimatgedankens“ bezeichnet wurde. Das letzte Werk Bröckers erschien ein Jahr nach dessen Tot. In Bauhüttenglaube. Ein Bekenntnis zur Freimaurerei beschrieb er im Sinne seiner frühen Ideen die Bauhütte und die Freimaurerei als Vorbilder, nach deren Idealen in einer „Arbeitsgemeinschaft der Zukunft“ das kriegszerstörte Deutschland wiederaufgebaut werden könne.